# Casa-galleria Vichi

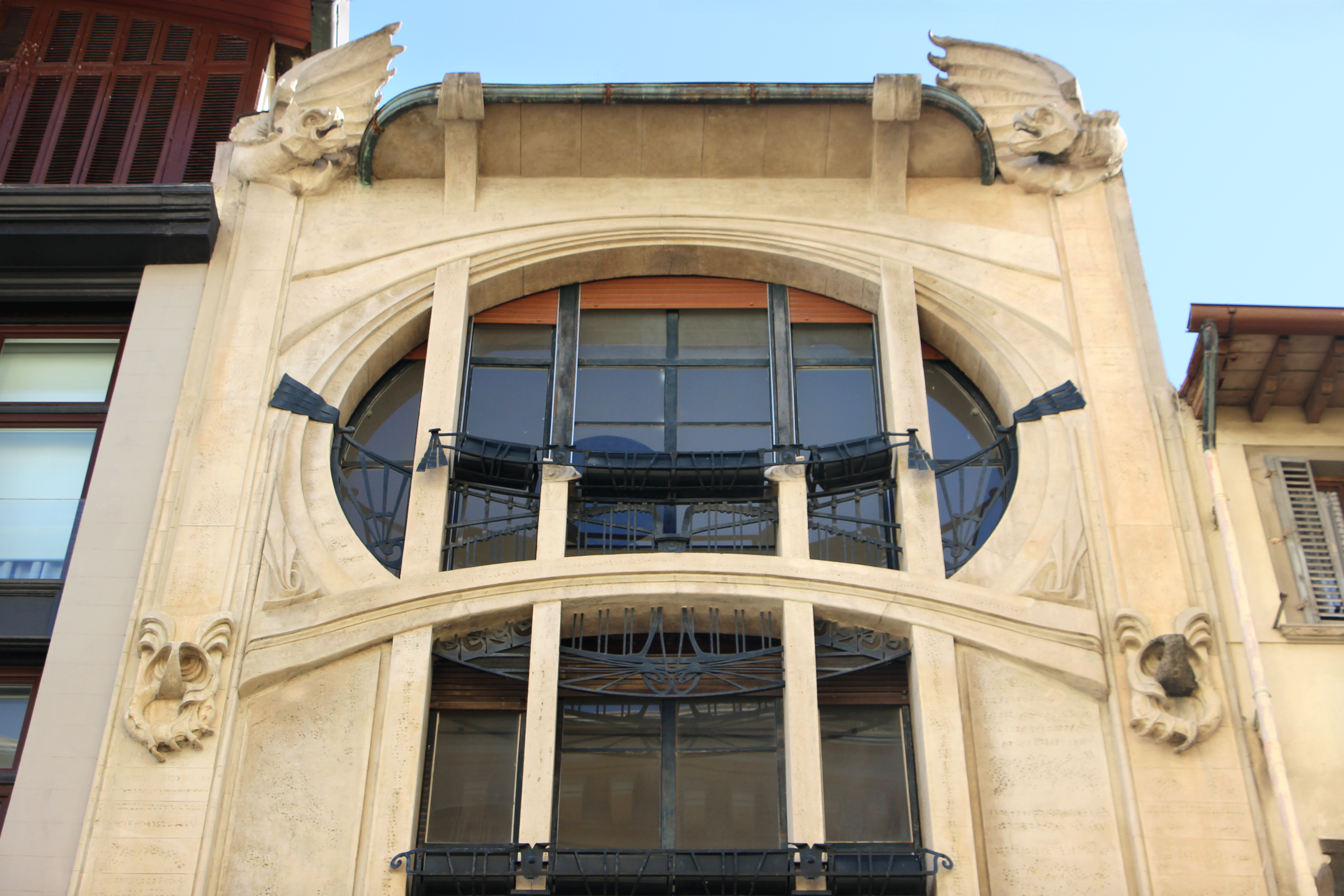
Dettaglio

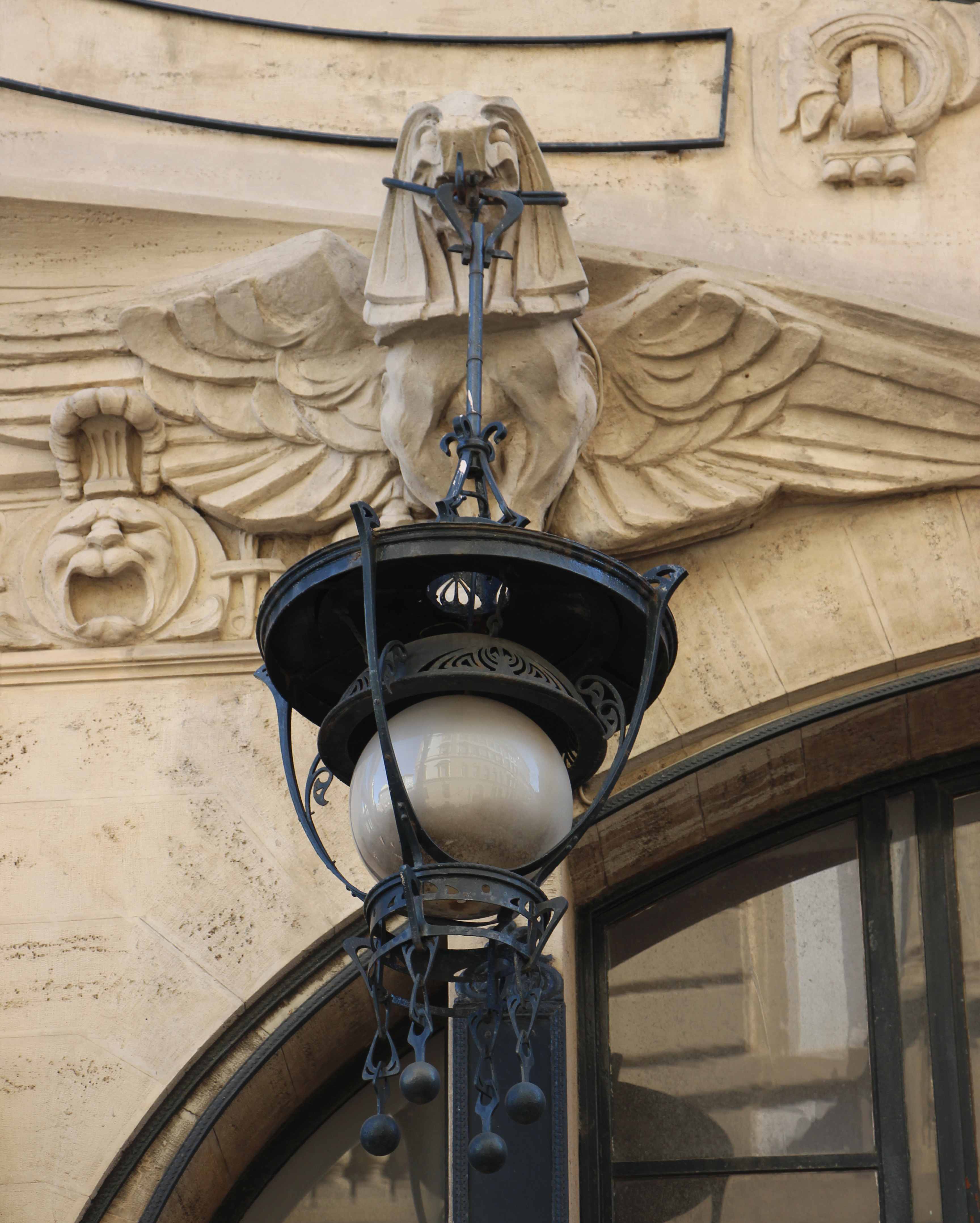
Dettaglio

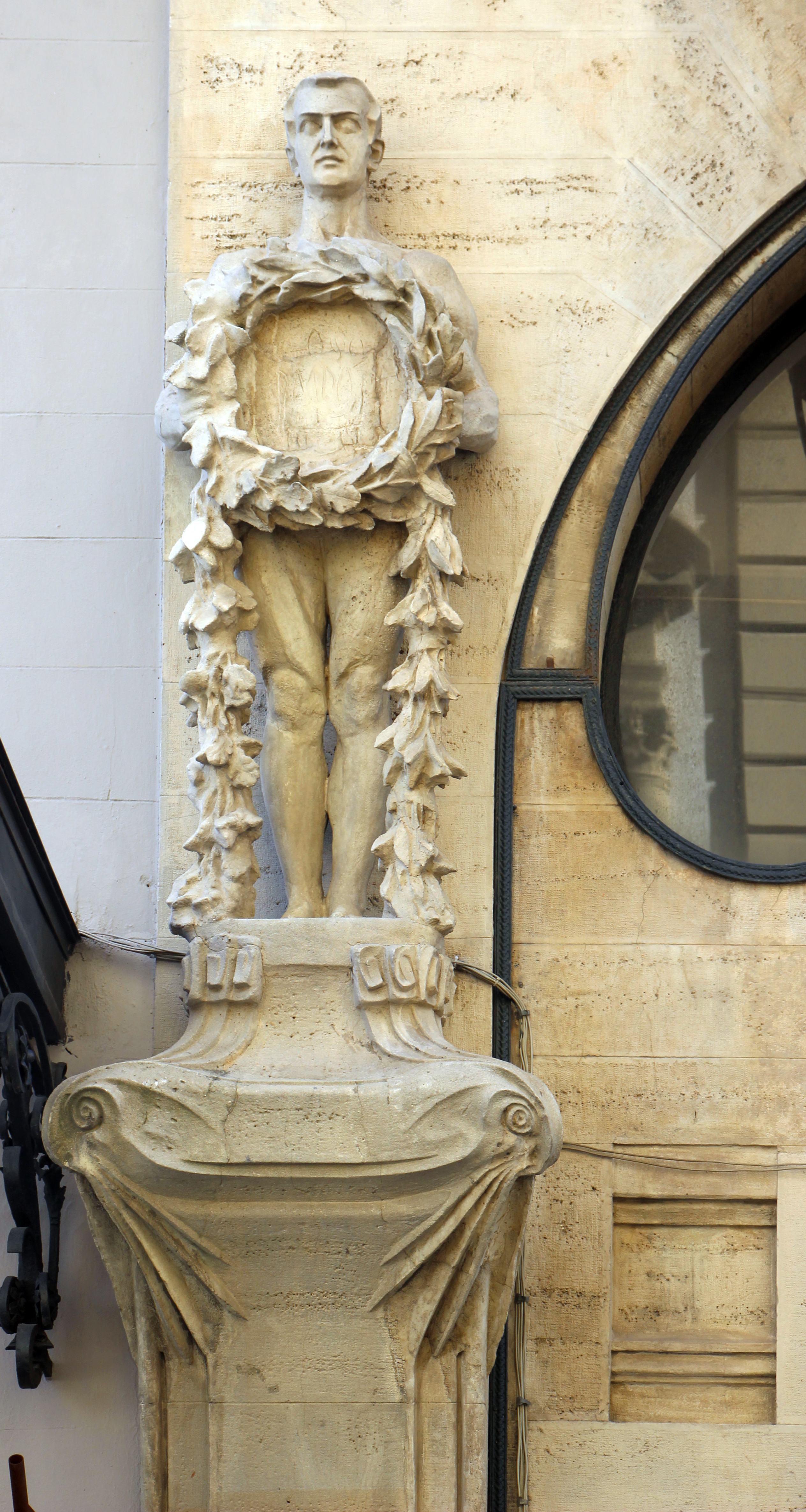
Telamone

La casa-galleria Vichi è un palazzo in stile liberty a Firenze, situato in via Borgo Ognissanti, a pochi passi dalla chiesa di Ognissanti.

## Storia
La casa fu costruita su progetto dell'architetto Giovanni Michelazzi su committenza di Argia Marinai nei Vichi ed è, oltre all'opera più rappresentativa di questo architetto, uno dei pochi edifici in stile Liberty nel centro di Firenze, certo il più rappresentativo per la programmatica volontà di adesione al nuovo stile, proposto in modo personalissimo e senza nessun compromesso con la tradizione locale.
Dato che appare accampionata al Vecchio Catasto Urbano nel 1913, la si può considerare terminata nel 1911: negli anni 1913-1914 lo stesso Michelazzi vi abitò e probabilmente vi sistemò anche il proprio studio.
Nel 2009, visto il precario stato di conservazione della facciata e il suo evidente valore, sia per il disegno d'insieme (l'edificio è sottoposto a vincolo architettonico dal 1965), sia per la qualità nella realizzazione del finto travertino (di straordinaria verosimiglianza cromatica e materica come si può constatare mettendolo a confronto con quello della vicina chiesa di Ognissanti), il fronte è stato sottoposto ad un accurato restauro su progetto e direzione dei lavori dell'architetto Renzo Funaro e l'alta sorveglianza della Soprintendenza competente (architetto Lia Pescatori). Ha operato sugli elementi lapidei artificiali la restauratrice Francesca Piccolino Boniforti.

## Descrizione
La facciata, molto stretta, è caratterizzata da uno spiccato verticalismo, con un'affascinante commistione di pietra artificiale, acciaio e vetro. Ogni piano è caratterizzato da una vetrata centrale, dove nel disegno viene usata la tipica linea curva "a colpo di frusta" tagliata da elementi rettilinei orizzontali, che ne accentuano ancora di più lo slancio verticale. "Gli elementi decorativi art nouveau sono usati con sapiente fantasia nella facciata alta e stretta, in un fluire di piani e di linee, in un equilibrio dinamico di cerchi e spinte verticali, che si concludono nella plastica torsione del tetto e della decorazione al di sopra dell'ingresso. Realizzato all'apice delle fortune nazionali del liberty, la casa galleria può considerarsi un esemplare di rilievo nel panorama del 'floreale' italiano" (Gobbi).
La decorazione risponde alla destinazione funzionale dell'edificio: il pian terreno e il primo piano, destinati tutt'oggi a uso commerciale, sono più fantasiosamente ornati, con sculture e altri rilievi plastici, per esempio con le aquile che tengono i lampioni, mentre i tre piani superiori, destinati a uso abitativo, sono meno decorati, con lesene intorno alle vetrate centrali, oltre le quali due draghi all'altezza della grondaia aggettante coronano la facciata.
Oltre al disegno fortemente caratterizzante è da osservare la calibrata commistione dei materiali impiegati, con decorazioni in pietra artificiale (realizzate dall'Impresa Toscana Pietre Artificiali di Firenze) a simulare il travertino, cristallo e ferro. «La collocazione dei fiabeschi draghi agli estremi del coronamento del prospetto, gli inserimenti di ghirlande e mascheroni, l'elegante calligrafismo delle ringhiere assumono, oltre che la funzione di aggettivazione stilistica, anche una giustificazione riguardo alle ambizioni rappresentative di questa alta facciata stretta fra due costruzioni preesistenti» (Cresti 1992).

## IlLibertya Firenze
Questo stile ebbe una certa fortuna in Toscana, soprattutto in centri allora in forte sviluppo, come Viareggio e Montecatini, e pure a Firenze contava numerosi edifici e ville, i quali furono però quasi totalmente abbattuti durante le due guerre mondiali e le ricostruzioni successive. Restano comunque dello stesso architetto il villino Broggi-Caraceni in via Scipione Ammirato 99 (zona Piazza Beccaria) e il villino Lampredi in via Giano della Bella 13 (zona piazza Tasso), e alcune opere di Adolfo Coppedé (casa Antonini, villa Pagani) e dei suoi imitatori (come il palazzo Pola e Todescan o il villino Uzielli).
Esempi più modesti sono nei quartieri sorti ai primi del Novecento, soprattutto all'esterno della cintura dei viali di Circonvallazione, tra Bellariva, Campo di Marte, San Jacopino. Interessanti sono anche alcune cappelle nei cimiteri monumentali della città (come le Porte Sante o Trespiano o l'Antella), in cui spesso collaborò alla decorazione la manifattura Chini.